# Gerhard Ittner
Gerhard Ittner (* 1958 in Zirndorf) ist ein Aktivist der deutschen Neonaziszene, verurteilter Volksverhetzer und Holocaustleugner.
Ittner kandidierte 1998 für die Bundestagswahlen der DVU.
Er hatte enge Verbindungen zum Thüringer Heimatschutz, dem auch der Nationalsozialistische Untergrund nahestand. Beispielsweise trat er 2002 auf dem „Thüringentag der nationalen Jugend“ auf und sprach auf einer Veranstaltung im „Braunen Haus“ in Jena.
Ittner soll am 26. August 2000 in Nürnberg ein Flugblatt verteilt haben, in dem unter dem Titel „Unternehmen Flächenbrand“ die Nachricht „1. September 2000 – von jetzt ab wird zurückgeschossen. (…) Weitere Anordnungen abwarten (Mittwochsdossier bzw. Angriff)“ ausgegeben wurde, zeitnah zum Beginn der NSU-Mordserie der Terrorgruppe Nationalsozialistischer Untergrund. Ab 2000 knüpfte Ittner Kontakte mit der NPD und war kurzzeitig Beisitzer im Vorstand von deren Bezirksverband Mittelfranken. Im Juli 2001 verteilte Ittner beim Schlesier-Treffen in Nürnberg Flugblätter zusammen mit Mandy Struck, deren Identität von der Rechtsextremistin Beate Zschäpe genutzt worden war. Er war in der NPD-Tarnorganisation „Bürgerinitiative Ausländerstopp Nürnberg“ aktiv, wurde dort jedoch etwa 2002 durch Ralf Ollert aus der Initiative und aus der NPD ausgeschlossen. Im selben Zeitraum gehörte Ittner zum Umfeld von Manfred Roeder.
Ittner wurde im Frühjahr 2003 vom Amtsgericht Gotha wegen volksverhetzender Äußerungen zu einer Geldstrafe von 240 Tagessätzen verurteilt.
Am 6. September 2003 organisierte Ittner einen rechten Aufmarsch zum Max-Morlock-Platz in Nürnberg neben dem früheren Reichsparteitagsgelände der NSDAP. Am 7. April 2005 wurde Ittner in Abwesenheit vom Nürnberger Landgericht zu einer Haftstrafe von zwei Jahren und neun Monaten verurteilt wegen Volksverhetzung, Verunglimpfung von Verfassungsorganen, Beschimpfung von Religionsgemeinschaften und Beleidigung. Während des Prozesses hatte Ittner eine Staatsanwältin mit Todesstrafe „wegen Hochverrats“ bedroht. Weil der Haftbefehl aber außer Vollzug gesetzt worden war, konnte Ittner noch vor der Urteilsverkündung im März 2005 flüchten. Ittner wurde per internationalem Haftbefehl gesucht. Sein Rechtsanwalt wurde wegen Äußerungen vor Gericht zu einer Geldstrafe über 2250 Euro verurteilt.
Ittner wurde in Portugal am 11. April 2012 verhaftet und saß in Montemor-o-Novo in Auslieferungshaft. Er stellte dort einen Asylantrag. Im September 2012 wurde er an Deutschland ausgeliefert, wo er seine Haftstrafe antreten musste. Im November 2015 wurde er vom Landgericht Nürnberg-Fürth erneut wegen Volksverhetzung und Verunglimpfung des Staates zu einer Haftstrafe von 18 Monaten verurteilt.
Am 11. Februar 2017 zog Ittner bei einer Kundgebung von Neonazis anlässlich des Jahrestages der Luftangriffe auf Dresden den Holocaust erneut in Zweifel. Laut MDR sagte Ittner: „Warum sollte der Holocaust die Wahrheit sein?“ Daraufhin sprach die Polizei lediglich eine Verwarnung aus und informierte den Staatsschutz. Am 17. Februar 2018 schließlich wurde eine seiner angemeldeten Demonstrationen in Dresden durch die Polizei Sachsen aufgelöst, da sie in den Reden von Michèle Renouf und „Vitali Killer“ den „Anfangsverdacht der Volksverhetzung“ nach einer kurzen Unterbrechung und rechtlicher Prüfung bestätigt sah.
Seine Verlobte ist die NPD-Landtagskandidatin Sandra Rübel.